# ジョグロセマルト
ジョグロセマルト（インドネシア語：Kereta api Joglosemarkerto）は、 PT KAI(インドネシア鉄道会社)が運行する座席等級混合の機関車牽引の客車列車である。中部ジャワ州とジョグジャカルタ特別州の路線（チカンペック・ジョグジャカルタ線、チカンペック・チルボン・クロヤ線、テガル・プルプク線、スマラン・フォルステンランデン線）を経由して環状運転する都市間列車である。路線図では「明るい黄色」で表示される。 

## 概要
プルウォケルト駅やソロ・バラパン駅での乗り換えを解消し、ジョグジャカルタからスマラン間の旅客サービスを効率化し乗車率を向上させることを目的として客車列車の「カマンダカ」と「ジョグロケルト」を2列車を統合し、2018年12月1日から運行開始された。
スマラン・タワン駅～ソロ・バラパン駅～ジョグジャカルタ駅～プルウォケルト駅間での路線には複数の列車（カマンダカ、カリジャガ、ジョグロケルト、ジョグロセマル）が運行されているが本数は依然として少ないため、各都市の主要駅に下車するためには途中の主要駅で停車を強要されていた。この問題を解消するために、PT KAIは「ジョグロセマルト」という名称で環状運転を主軸とした客車列車を運行した。
使用される車両は「カマンダカ」と「ジョグロケルト」で使われていた客車列車や機関車を使用している。（「ジャカティンギル」編成の1本も転用されたが、時間通りの運行に影響を与えたため、サービスの簡素化が行われた。）

### 運用区間の変更
2019年2月1日より運行区間が変更され、カマンダカは「プルウォケルト - スマラン・タワン」となった。運用当初は始発駅も終着駅もソロ・バラパンからである環状線のチケットのみが予約できた。運行区間の変更以降に、「ジョグジャカルタ～ジョグジャカルタ」や「スマラン・タワン～スマラン・タワン」などのソロ・バラパン駅をまたぐチケット予約が可能となった。
ジョグジャカルタ特別州と中部ジャワ州を環状に結ぶ列車に加え、2022年2月25日により、KA223号およびKA224号（ウィジャヤクスマ編成）とKA 231号およびKA 232号（ムリティ・ティムール編成）の列車番号を継承して、チラチャップ駅からジョグ・ジャカルタ駅までの区間が追加された。
2024年12月15日より、「ジョグロセマルト」「カマンダカ」「バニュビル（KA 208-209）」では、「ガヤバル・マラム・スラタン」や「ジャカ・ティンキル」から転用された最新世代の改造エコノミークラス客車が使用される。2つの客車編成には、PT INKAのマディウン工場製の最新世代のステンレス製客車の新しい編成が導入された。新世代のエコノミークラス客車は、バライ・ヤサ・マンガライ社が以前の客車から改良を加え、座席数を80席から72席へ減らされた。

## 由来
列車名は、経由する都市である、ジョグジャカルタ、スラカルタ（ソロ）、スマラン、プルウォケルトを組み合わせている。

## 駅一覧

ジョグロセマルトの路線図

| 駅番号                           | 駅コード       | 駅名                               | 接続路線 | 地域              | 地域                   |
| セーラム駅方面                   | セーラム駅方面 | セーラム駅方面                     | セーラム駅方面 | 地域              | 地域                   |
| -------------------------------- | -------------- | ---------------------------------- | --- | ----------------- | ---------------------- |
| JS 01 Y 11AS 03                  | SLO            | ソロ・バラパン Solo Balapan        | - 都市間列車 - KAIコミューター ジョグ・ジャカルタ線 - アディスマルモ国際空港線 - バティックソロトランス: コリドアー2, 4 - Tirtonadi Bus Terminal (via skybridge) | スラカルタ (ソロ) | 中部ジャワ州           |
| JS 02 Y 10 BK 01AS 02            | PWS            | プルウォサリ Purwosari             | - 都市間列車 - KAIコミューター ジョグ・ジャカルタ線 - バタラ・クレスナ線 (ウォノギリ線) - アディスマルモ国際空港線 - バティックソロトランス: コリドアー2 - Sepur Kluthuk Jaladara                                                                                                   | スラカルタ (ソロ) | 中部ジャワ州           |
| JS 03 Y 06 AS 01                 | KT             | クラテン Klaten                    | - 都市間列車 - KAIコミューター ジョグ・ジャカルタ線 - アディスマルモ国際空港線 - Ir. Soekarno Bus Terminal (via short walk) | クラテン          | 中部ジャワ州           |
| JS 04Y 02                        | LPN            | ランプヤンガン Lempuyangan         | - 都市間列車 - トランス・ジョグジャ: Line 4A, 4B, 10 | ジョグジャカルタ  | ジョグジャカルタ特別州 |
| JS 05 Y 01 P 01 YA 01            | YK             | ジョグジャカルタ Yogyakarta        | - 都市間列車 - KAIコミューター ジョグ・ジャカルタ線 - プランバナン・エクスプレス線 - ジョグ・ジャカルタ国際空港線 - トランス・ジョグジャ: - Mangkubumi 2/Hotel Grand Zuri : Line 1A, 2A, 8 - Malioboro 1 : Line 1A, 2A, 3A, 8 - Teman Bus Godean Line (front Hotel Abadi Malioboro) | ジョグジャカルタ  | ジョグジャカルタ特別州 |
| JS 06 P 05 YA 02                 | WT             | ウェイツ Wates                     | - 都市間列車 - プランバナン・エクスプレス線 - ジョグ・ジャカルタ国際空港線 | クロン・プロゴ県  | ジョグジャカルタ特別州 |
| JS 07 P 09                       | KTA            | クトアルジョ Kutoarjo              | - 都市間列車 - プランバナン・エクスプレス線 | プルウォレジョ県  | 中部ジャワ州           |
| JS 08                            | KWN            | クトウィナングン Kutowinangun      | 都市間列車 - 環状運転する列車のみ停車 | ケブメン県        | 中部ジャワ州           |
| JS 09                            | KM             | ケブメン Kebumen                   | 都市間列車 | ケブメン県        | 中部ジャワ州           |
| JS 10a                           | KA             | カランガニャール Karanganyar       | 都市間列車 - チラチャップ駅を始発・終着する列車のみ停車 | ケブメン県        | 中部ジャワ州           |
| JS 11                            | SPH            | サンピウ Sumpiuh                   | 都市間列車 | バニュマス県      | 中部ジャワ州           |
| JS 12 KD 11                      | KYA            | クロヤ Kroya                       | - 都市間列車 - カマンダカ - チラチャップ方面 | チラチャップ県    | 中部ジャワ州           |
| チラチャップ行（クロヤ駅で分岐） |                |                                    | |                   |                        |
| JC 03 KD 12                      | MA             | マオス Maos                        | - 都市間列車 - カマンダカ - バンドン方面 | チラチャップ県    | 中部ジャワ州           |
| JC 02 KD 13                      | GM             | グミリル Gumilir                   | - 都市間列車 - カマンダカ | チラチャップ県    | 中部ジャワ州           |
| JC 01 KD 14                      | CP             | チラチャップ Cilacap               | - 都市間列車 - カマンダカ | チラチャップ県    | 中部ジャワ州           |
| 環状運転（クロヤ駅で分岐）       |                |                                    | |                   |                        |
| JS 13 KD 10                      | PWT            | プルウォケルト Purwokerto          | - 都市間列車 - カマンダカ | バニュマス県      | 中部ジャワ州           |
| JS 14 KD 09                      | BMA            | ブミアユ Bumiayu                   | - 都市間列車 - カマンダカ | ブレメス県        | 中部ジャワ州           |
| JS 15 KD 08                      | PKK            | プルプク Prupuk                    | - 都市間列車 - カマンダカ - チルポン方面 | テガル県          | 中部ジャワ州           |
| JS 16KD 07                       | SLW            | スラヴィ Slawi                     | - 都市間列車 - カマンダカ | テガル県          | 中部ジャワ州           |
| JS 17 KG 06 KD 06                | TG             | テガル Tegal                       | - 都市間列車 - カマンダカ - カリグン - チルポン方面 | テガル市          | 中部ジャワ州           |
| JS 18 KG 05 KD 05                | PML            | ペマラン Pemalang                  | - 都市間列車 - カマンダカ - カリグン | ペマラン県        | 中部ジャワ州           |
| JS 19 KG 04 KD 04                | PK             | ペカロンガン Pekalongan            | - 都市間列車 - カマンダカ - カリグン | ペカロンガン県    | 中部ジャワ州           |
| JS 20 KG 02 KD 03                | WLR            | ウェレリ Weleri                    | - 都市間列車 - カマンダカ - カリグン | ケンダル県        | 中部ジャワ州           |
| JS 21 BL 01 KS 01 KG 01 KD 02    | SMC            | スマラン・ポンコル Semarang Poncol | - 都市間列車 - カマンダカ - カリグン - ケドゥン・セプール線 - ブロラ・ジャヤ | スマラン市        | 中部ジャワ州           |
| JS 22 BL 02 KD 01 KS 02 BB 01    | SMT            | スマラン・タワン Semarang Tawang   | - 都市間列車 - カマンダカ - ケドゥン・セプール線 - ブロラ・ジャヤ - バニュビル | スマラン市        | 中部ジャワ州           |
| JS 23 KS 03BB                    | ATA            | アラストア Alastua                 | - 都市間列車 - ケドゥン・セプール線 - バニュビル - スラバヤ方面 | スマラン市        | 中部ジャワ州           |
| JS 24 KS 04 BB 02                | BBG            | ブルンバン Brumbung                | - 都市間列車 - ケドゥン・セプール線 - バニュビル | デマク県          | 中部ジャワ州           |
| JS 25 BB                         | KEJ            | ケドゥンジャティ Kedungjati        | - 都市間列車 - バニュビル | グロボガン県      | 中部ジャワ州           |
| JS 26 BB 03                      | TW             | テラワ Telawa                      | - 都市間列車 - バニュビル | ボヨラリ県        | 中部ジャワ州           |
| JS 27 BB 04                      | GD             | グンディ Gundih                    | - 都市間列車 - バニュビル | グロボガン県      | 中部ジャワ州           |
| JS 28 BB 05                      | SLM            | セーラム Salem                     | - 都市間列車 - バニュビル | スラゲン県        | 中部ジャワ州           |
| ソロ・バラパン駅方面             |                |                                    | |                   |                        |

- ジョグロセマルトの路線図